# Brynjar Gunnarsson
Pour les articles homonymes, voir Gunnarsson.
Brynjar Gunnarsson est un ancien footballeur reconverti entraîneur islandais né le 16 octobre 1975 à Reykjavik.
Il jouait au poste de milieu défensif.

## Palmarès
KR Reykjavík
- Coupe d'Islande (1) : 1995

 Reading FC
- Football League Championship (2) : 2006 et 2012